# Olof Wretling
Lars Olof Wretling, född 17 januari 1975 i Umeå stadsförsamling, Västerbottens län, är en svensk skådespelare, komiker, regissör, dramatiker och författare. Han är en av medlemmarna i humorgruppen Klungan.

## Biografi
Olof Wretling är son till Lars Erik Gunnar Nilsson (1943–1996) från Robertsfors och Kerstin Stigsdotter samt dotterson till konstnären Stig Otto Wretling, en bror till Kjell och David Wretling. Moderns farfar är konstnären och möbelsnickaren Otto Wretling.
Wretling växte upp i Umeå och ägnade sig i sin ungdom åt friidrott – höjdhopp och tresteg – för IFK Umeå. Han vann bland annat ungdoms-SM i höjdhopp två gånger, gick på idrottsgymnasium i Umeå och flyttade till Göteborg 1993 för att fokusera på en elitsatsning inom idrotten. Vid samma tid dog dock hans far i cancer och hans livsplaner ändrades helt av denna händelse. Han slutade med idrotten. För att kunna bearbeta sorg och känslor började han skriva, vilket ledde till en manusskrivarkurs i Göteborg.

### Teater, film och komik
I början av 2000-talet skrev han pjäser, regisserade och blev under några år konstnärlig ledare för Ögonblicksteatern i Umeå.
Snart började han diskutera med några av sina teaterkollegor där om längtan efter att samarbeta på ett annorlunda, kompromisslöst och humorinriktat sätt. Det ledde till bildandet av gruppen Klungan, som 2003 påbörjade en intensiv verksamhet av produktion av sketcher i Umeå, följt av alltmer omfattande produktioner och rikstäckande turnéer. Han har även, tillsammans med bland andra sin hustru Sofia Wretling, skapat och medverkat i Mammas nya kille, ett humorprogram på SR P3.
Wretling medverkade i TV:s julkalender 2010, Hotell Gyllene Knorren. I barnprogrammet Pappas pengar (2011) spelar han huvudrollen som den bortskämde sonen Bröli. Karaktären driver medvetet med omhuldade överklassbarn som lever på sina föräldrars pengar. 2014 medverkade han i filmen Krakel Spektakel och 2015 åter i TV:s julkalender, Tusen år till julafton.
Efter att ha bott i Göteborg under många år flyttade familjen 2012 till hustruns hemtrakter i Karlstad. Där regisserade han sommaren 2014 det traditionella sommarlustspelet Värmlänningarna på Ransäters Hembygdsgård, den första uppsättning han regisserat av någon annans pjäs.
År 2015 vinterpratade han om "diagnoserna i mitt liv". Programmet kom att utvecklas till en hyllad scenföreställning som spelades under just titeln Diagnoserna i mitt liv. Hösten 2022 turnerade han med enmansföreställning Kaffet.
Wretling ser rösten som sitt viktigaste instrument när han arbetar med humor. Han är känd för att vara duktig på att imitera dialekter.

### Övrigt
Hösten 2014 utkom boken Till häst genom Västerbotten av Wretling och Klungan-kollegan Sven Björklund; en reseskildring och samling av gamla folkberättelser baserad på en gemensam hästritt genom Västerbotten under några månader.
Wretling var sommarvärd i Sommar i P1 29 juli 2011 och har sedan dess varit vintervärd tio gånger. I oktober 2014 medverkade han i SVT:s Sommarpratarna.
Han är gift med Sofia Wretling och paret har tre barn. Wretling och dottern Doris medverkade i 2015 års SVT julkalender, Tusen år till Julafton.

## Utmärkelser
- 2023 – Hedersdoktor vid Umeå universitet.[14]

## Filmografi
- 2009 – Dafo (TV-serie)
- 2010 – Ingen bor i skogen (TV-serie)
- 2010 – Hotell Gyllene Knorren (TV-serie)
- 2011 – Pappas pengar (TV-serie)
- 2011 – Dafo (TV-serie)
- 2012 – Historieätarna (TV-serie)
- 2014 – Krakel Spektakel[15]
- 2015 – Tusen år till julafton (TV-serie)
- 2017 – Bye bye Sverige (TV-serie)
- 2018 – Sjölyckan (TV-serie)
- 2018 – Storm på Lugna gatan (TV-serie) (Julkalender)
- 2019 – Bandet och jag (TV-serie)[16]
- 2020 – Pelle Svanslös (röst)
- 2021 – Bäst i test (TV-program) (TV-serie)